# Osnes
Osnes ist eine französische Gemeinde mit 229 Einwohnern (Stand: 1. Januar 2022) im Département Ardennes in der Région Grand Est. Die Gemeinde gehört zum Arrondissement Sedan und zum Kanton Carignan.

## Geografie
Osnes liegt etwa 25 Kilometer ostsüdöstlich des Stadtzentrums von Sedan in den Argonnen. Umgeben wird Osnes von den Nachbargemeinden Messincourt im Norden, Pure im Nordosten, Matton-et-Clémency im Osten und Nordosten, Carignan im Süden, Tétaigne im Westen und Südwesten sowie Sachy im Westen und Nordwesten.

## Bevölkerungsentwicklung
| 1962                      | 1968 | 1975 | 1982 | 1990 | 1999 | 2006 | 2011 | 2016 |
| ------------------------- | ---- | ---- | ---- | ---- | ---- | ---- | ---- | ---- |
| 364                       | 343  | 367  | 341  | 274  | 220  | 227  | 233  | 228  |
| Quelle: Cassini und INSEE |      |      |      |      |      |      |      |      |

## Sehenswürdigkeiten

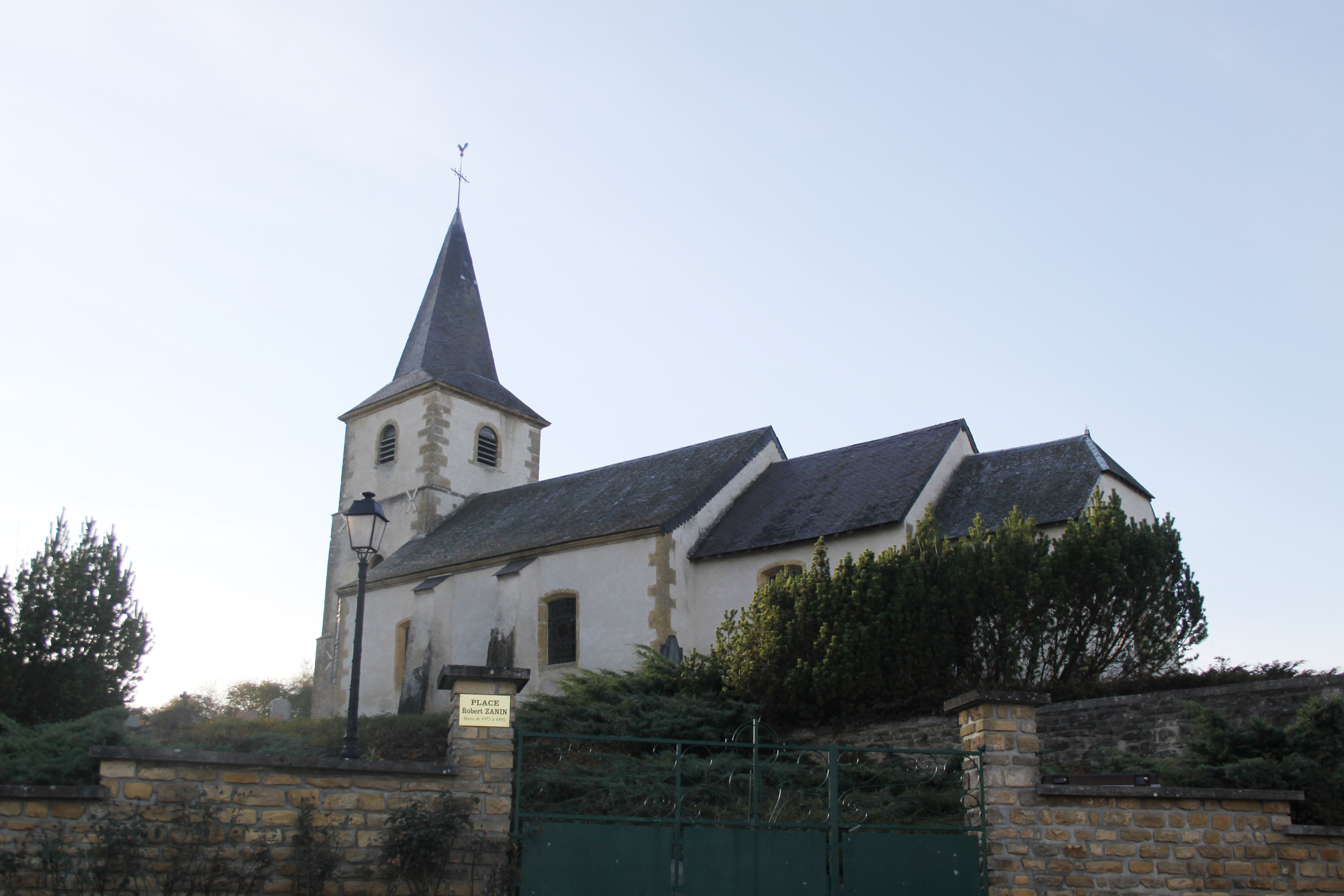
Kirche Saint-Benoît

- Kirche Saint-Benoît